# UEFA Europa League 2018–19
UEFA Europa League 2018–19 là mùa giải thứ 48 của giải đấu bóng đá các câu lạc bộ cao thứ nhì châu Âu được tổ chức bởi UEFA, và là mùa thứ 10 kể từ khi nó được đổi tên từ Cúp UEFA thành UEFA Europa League.
Trận chung kết UEFA Europa League 2019 được diễn ra tại sân vận động Olympic ở Baku, Azerbaijan, giữa hai đội bóng Anh Chelsea và Arsenal — trận chung kết Europa League đầu tiên có sự xuất hiện của hai đội bóng đến từ một thành phố. Với tư cách nhà vô địch, Chelsea giành quyền thi đấu với nhà vô địch UEFA Champions League 2018-19 trong trận Siêu cúp châu Âu 2019. Hơn nữa, họ cũng lọt vào vòng bảng UEFA Champions League 2019-20, nhưng vì họ đã lọt vào thông qua màn trình diễn của họ ở giải quốc nội, suất dự này được đưa cho đội xếp thứ ba của Ligue 1 2018-19, Lyon, vì Ligue 1 là hiệp hội xếp hạng 5 theo danh sách tham dự của mùa sau.
Lần đầu tiên, công nghệ video hỗ trợ trọng tài (VAR) được sử dụng tại giải đấu và được áp dụng ở trận chung kết.
Với tư cách nhà đương kim vô địch Europa League, Atlético Madrid lọt vào UEFA Champions League 2018-19, mặc dù họ đã lọt vào trước trận chung kết thông qua màn trình diễn ở giải quốc nội. Họ không thể bảo vệ danh hiệu của họ do họ chắc chắn đi tiếp vào vòng đấu loại trực tiếp Champions League.

## Những thay đổi về thể thức
Ngày 9 tháng 12 năm 2016, UEFA đã phê chuẩn kế hoạch thay đổi thể thức cho UEFA Champions League từ mùa giải 2018-19 đến 2020-21 (được công bố vào ngày 26 tháng 8 năm 2016). Theo điều lệ mới, tất cả các đội bị loại ở vòng loại UEFA Champions League sẽ có cơ hội thứ hai ở Europa League.

## Phân bố đội của các hiệp hội
Tổng cộng có 213 đội từ tất cả 55 hiệp hội thành viên UEFA tham dự UEFA Europa League 2018-19. Xếp hạng hiệp hội dựa trên hệ số quốc gia UEFA được dùng để xác định số đội tham dự cho mỗi hiệp hội:
- Các hiệp hội từ 1-51 (trừ Liechtenstein) có 3 đội tham dự.
- Các hiệp hội từ 52-54 có 2 đội tham dự.
- Liechtenstein và Kosovo, mỗi hiệp hội có 1 đội tham dự (Liechtenstein chỉ tổ chức cúp quốc gia và không có giải quốc nội; Kosovo đang chờ quyết định từ Ủy ban điều hành UEFA).[9]
- Hơn nữa, 55 đội bị loại khỏi UEFA Champions League 2018-19 sẽ được chuyển qua Europa League.

### Xếp hạng hiệp hội
Đối với UEFA Europa League 2018–19, các hiệp hội được phân bố dựa trên hệ số quốc gia UEFA năm 2017, tính đến thành tích của họ tại các giải đấu ở châu Âu từ mùa giải 2012-13 đến 2016-17.
Ngoài việc phân bố số lượng đội dựa trên hệ số quốc gia, các hiệp hội có thể có thêm đội tham dự Champions League, như được ghi chú dưới đây:
- (UCL) – Các đội chuyển qua từ UEFA Champions League

| XH | Hiệp hội     | Hệ số   | Số đội | Ghi chú  |
| -- | ------------ | ------- | ------ | -------- |
| 1  | Tây Ban Nha  | 104.998 | 3      |          |
| 2  | Đức          | 79.498  | 3      |          |
| 3  | Anh          | 75.962  | 3      |          |
| 4  | Ý            | 73.332  | 3      |          |
| 5  | Pháp         | 56.665  | 3      |          |
| 6  | Nga          | 50.532  | 3      | +1 (UCL) |
| 7  | Bồ Đào Nha   | 49.332  | 3      |          |
| 8  | Ukraina      | 42.633  | 3      | +1 (UCL) |
| 9  | Bỉ           | 42.400  | 3      | +1 (UCL) |
| 10 | Thổ Nhĩ Kỳ   | 39.200  | 3      | +1 (UCL) |
| 11 | Cộng hòa Séc | 33.175  | 3      | +1 (UCL) |
| 12 | Thụy Sĩ      | 32.075  | 3      | +1 (UCL) |
| 13 | Hà Lan       | 31.063  | 3      |          |
| 14 | Hy Lạp       | 27.900  | 3      | +1 (UCL) |
| 15 | Áo           | 25.350  | 3      | +2 (UCL) |
| 16 | Croatia      | 25.250  | 3      | +1 (UCL) |
| 17 | Romania      | 24.350  | 3      | +1 (UCL) |
| 18 | Đan Mạch     | 24.000  | 3      | +1 (UCL) |
| 19 | Belarus      | 19.875  | 3      | +1 (UCL) |

| XH | Hiệp hội      | Hệ số  | Số đội | Ghi chú  |
| -- | ------------- | ------ | ------ | -------- |
| 20 | Ba Lan        | 19.750 | 3      | +1 (UCL) |
| 21 | Thụy Điển     | 19.725 | 3      | +1 (UCL) |
| 22 | Israel        | 19.375 | 3      | +1 (UCL) |
| 23 | Scotland      | 18.925 | 3      | +1 (UCL) |
| 24 | Síp           | 18.550 | 3      | +1 (UCL) |
| 25 | Na Uy         | 18.325 | 3      | +1 (UCL) |
| 26 | Azerbaijan    | 17.750 | 3      | +1 (UCL) |
| 27 | Bulgaria      | 15.875 | 3      | +1 (UCL) |
| 28 | Serbia        | 15.375 | 3      |          |
| 29 | Kazakhstan    | 15.250 | 3      | +1 (UCL) |
| 30 | Slovenia      | 13.125 | 3      | +1 (UCL) |
| 31 | Slovakia      | 11.750 | 3      | +1 (UCL) |
| 32 | Liechtenstein | 11.000 | 1      |          |
| 33 | Hungary       | 9.500  | 3      | +1 (UCL) |
| 34 | Moldova       | 9.500  | 3      | +1 (UCL) |
| 35 | Iceland       | 8.375  | 3      | +1 (UCL) |
| 36 | Phần Lan      | 7.650  | 3      | +1 (UCL) |
| 37 | Albania       | 6.625  | 3      | +1 (UCL) |

| XH | Hiệp hội              | Hệ số | Số đội | Ghi chú  |
| -- | --------------------- | ----- | ------ | -------- |
| 38 | Cộng hoà Ireland      | 6.575 | 3      | +1 (UCL) |
| 39 | Bosnia và Herzegovina | 6.500 | 3      | +1 (UCL) |
| 40 | Gruzia                | 6.375 | 3      | +1 (UCL) |
| 41 | Latvia                | 6.125 | 3      | +1 (UCL) |
| 42 | Macedonia             | 5.625 | 3      | +1 (UCL) |
| 43 | Estonia               | 5.250 | 3      | +1 (UCL) |
| 44 | Montenegro            | 5.250 | 3      | +1 (UCL) |
| 45 | Armenia               | 5.125 | 3      | +1 (UCL) |
| 46 | Luxembourg            | 4.875 | 3      | +1 (UCL) |
| 47 | Bắc Ireland           | 4.500 | 3      | +1 (UCL) |
| 48 | Litva                 | 4.125 | 3      | +1 (UCL) |
| 49 | Malta                 | 4.000 | 3      | +1 (UCL) |
| 50 | Wales                 | 3.875 | 3      | +1 (UCL) |
| 51 | Quần đảo Faroe        | 3.500 | 3      | +1 (UCL) |
| 52 | Gibraltar             | 2.500 | 2      | +1 (UCL) |
| 53 | Andorra               | 1.165 | 2      | +1 (UCL) |
| 54 | San Marino            | 0.333 | 2      | +1 (UCL) |
| 55 | Kosovo                | 0.000 | 1      | +1 (UCL) |

### Phân phối
|                                  |                                             | Các đội tham dự vòng đấu này | Các đội đi tiếp từ vòng đấu trước                                                                                      | Các đội chuyển qua từ Champions League |
| -------------------------------- | ------------------------------------------- | --- | --- | --- |
| Vòng sơ loại (14 đội)            | Vòng sơ loại (14 đội)                       | - 4 đội vô địch cúp quốc gia từ các hiệp hội hạng 52–55 - 6 đội đứng thứ nhì giải quốc nội từ các hiệp hội hạng 49–54 - 4 đội đứng thứ ba giải quốc nội từ các hiệp hội hạng 48–51 | | |
| Vòng loại thứ nhất (94 đội)      | Vòng loại thứ nhất (94 đội)                 | - 26 đội vô địch cúp quốc gia từ các hiệp hội hạng 26–51 - 30 đội đứng thứ nhì giải quốc nội từ các hiệp hội hạng 18–48 (trừ Liechtenstein) - 31 đội đứng thứ ba giải quốc nội từ các hiệp hội hạng 16–47 (trừ Liechtenstein) | - 7 đội chiến thắng vòng sơ loại                                                                                       | |
| Vòng loại thứ hai                | Nhóm các đội vô địch giải quốc nội (19 đội) | | | - 16 đội thua vòng loại thứ nhất Champions League - 3 đội thua vòng sơ loại Champions League |
| Vòng loại thứ hai                | Nhóm chính (74 đội)                         | - 7 đội vô địch cúp quốc gia từ các hiệp hội hạng 19–25 - 2 đội đứng thứ nhì giải quốc nội từ các hiệp hội hạng 16–17 - 3 đội đứng thứ ba giải quốc nội từ các hiệp hội hạng 13–15 - 9 đội đứng thứ tư giải quốc nội từ các hiệp hội hạng 7–15 - 2 đội đứng thứ năm giải quốc nội từ các hiệp hội hạng 5–6 (bao gồm suất cho đội vô địch cúp Liên đoàn của Pháp) - 4 đội đứng thứ sáu giải quốc nội từ các hiệp hội hạng 1–4 (bao gồm suất cho đội vô địch cúp Liên đoàn của Anh) | - 47 đội chiến thắng vòng loại thứ nhất                                                                                | |
| Vòng loại thứ ba                 | Nhóm các đội vô địch giải quốc nội (20 đội) | | - 10 đội chiến thắng vòng loại thứ hai (Nhóm các đội vô địch giải quốc nội)                                            | - 10 đội thua vòng loại thứ hai Champions League (Nhóm các đội vô địch giải quốc nội) |
| Vòng loại thứ ba                 | Nhóm chính (52 đội)                         | - 6 đội vô địch cúp quốc gia từ các hiệp hội hạng 13–18 - 6 đội đứng thứ ba giải quốc nội từ các hiệp hội hạng 7–12 - 1 đội đứng thứ tư giải quốc nội từ các hiệp hội hạng 6 | - 37 đội chiến thắng vòng loại thứ hai (Nhóm chính)                                                                    | - 2 đội thua vòng loại thứ hai Champions League (Nhóm các đội không vô địch giải quốc nội) |
| Vòng play-off                    | Nhóm các đội vô địch giải quốc nội (16 đội) | | - 10 đội chiến thắng vòng loại thứ ba (Nhóm các đội vô địch giải quốc nội)                                             | - 6 đội thua vòng loại thứ ba Champions League (Nhóm các đội vô địch giải quốc nội) |
| Vòng play-off                    | Nhóm chính (26 đội)                         | | - 26 đội chiến thắng vòng loại thứ ba (Nhóm chính)                                                                     | |
| Vòng bảng (48 đội)               | Vòng bảng (48 đội)                          | - 12 đội vô địch cúp quốc gia từ các hiệp hội hạng 1–12 - 1 đội đứng thứ tư giải quốc nội từ các hiệp hội hạng 5 - 4 đội đứng thứ năm giải quốc nội từ các hiệp hội hạng 1–4 | - 8 đội chiến thắng vòng play-off (Nhóm các đội vô địch giải quốc nội) - 13 đội chiến thắng vòng play-off (Nhóm chính) | - 4 đội thua vòng play-off Champions League (Nhóm các đội vô địch giải quốc nội) - 2 đội thua vòng play-off Champions League (Nhóm các đội không vô địch giải quốc nội) - 4 đội thua vòng loại thứ ba Champions League (Nhóm các đội không vô địch giải quốc nội) |
| Vòng đấu loại trực tiếp (32 đội) | Vòng đấu loại trực tiếp (32 đội)            | | - 12 đội đứng đầu vòng bảng - 12 đội đứng thứ nhì vòng bảng                                                            | - 8 đội đứng thứ ba vòng bảng Champions League |

### Các đội tham dự
Các kí tự trong ngoặc thể hiện cách mỗi đội giành suất tham dự giải đấu ở vòng đấu họ lọt vào:
- CW: Đội vô địch cúp quốc gia
- 2nd, 3rd, 4th, 5th, 6th, v.v...: Vị trí của đội tại giải quốc nội
- LC: Đội vô địch cúp liên đoàn
- RW: Đội vô địch mùa giải chính
- PW: Đội thắng vòng play-off tranh suất dự Europa League cuối mùa
- UCL: Chuyển qua từ Champions League
  - GS: Đội đứng thứ ba ở vòng bảng
  - PO: Đội thua vòng play-off
  - Q3: Đội thua vòng loại thứ ba
  - Q2: Đội thua vòng loại thứ hai
  - Q1: Đội thua vòng loại thứ nhất
  - PR: Đội thua vòng sơ loại

| Vòng 32 đội                        | Vòng 32 đội                        | Vòng 32 đội                            | Vòng 32 đội                    |
| ---------------------------------- | ---------------------------------- | -------------------------------------- | ------------------------------ |
| Club Brugge (UCL GS)               | Napoli (UCL GS)                    | Benfica (UCL GS)                       | Viktoria Plzeň (UCL GS)        |
| Inter Milan (UCL GS)               | Galatasaray (UCL GS)               | Shakhtar Donetsk (UCL GS)              | Valencia (UCL GS)              |
| Vòng bảng                          |                                    |                                        |                                |
| Villarreal (5th)                   | Milan (6th)[Note ITA]              | Akhisar Belediyespor (CW)              | Dynamo Kyiv (UCL PO)           |
| Real Betis (6th)                   | Marseille (4th)                    | Jablonec (3rd)                         | PAOK (UCL PO)                  |
| Eintracht Frankfurt (CW)           | Rennes (5th)                       | Zürich (CW)                            | Spartak Moscow (UCL Q3)        |
| Bayer Leverkusen (5th)             | Krasnodar (4th)[Note RUS]          | Red Bull Salzburg (UCL PO)             | Standard Liège (UCL Q3)        |
| Chelsea (CW)                       | Sporting CP (3rd)[Note POR]        | Dinamo Zagreb (UCL PO)                 | Fenerbahçe (UCL Q3)            |
| Arsenal (6th)                      | Vorskla Poltava (3rd)              | BATE Borisov (UCL PO)                  | Slavia Prague (UCL Q3)         |
| Lazio (5th)                        | Anderlecht (3rd)                   | MOL Vidi (UCL PO)                      |                                |
| Vòng play-off                      |                                    |                                        |                                |
| Nhóm các đội vô địch giải quốc nội | Nhóm các đội vô địch giải quốc nội | Nhóm chính                             | Nhóm chính                     |
| Malmö FF (UCL Q3)                  | Astana (UCL Q3)                    |                                        |                                |
| Celtic (UCL Q3)                    | Spartak Trnava (UCL Q3)            |                                        |                                |
| Qarabağ (UCL Q3)                   | Shkëndija (UCL Q3)                 |                                        |                                |
| Vòng loại thứ ba                   |                                    |                                        |                                |
| Nhóm các đội vô địch giải quốc nội | Nhóm các đội vô địch giải quốc nội | Nhóm chính                             | Nhóm chính                     |
| CFR Cluj (UCL Q2)                  | Ludogorets Razgrad (UCL Q2)        | Zenit Saint Petersburg (5th)[Note RUS] | Olympiacos (3rd)               |
| Midtjylland (UCL Q2)               | Sheriff Tiraspol (UCL Q2)          | Braga (4th)[Note POR]                  | Rapid Wien (3rd)               |
| Legia Warsaw (UCL Q2)              | HJK (UCL Q2)                       | Zorya Luhansk (4th)                    | Rijeka (2nd)                   |
| Hapoel Be'er Sheva (UCL Q2)        | Kukësi (UCL Q2)                    | Gent (4th)                             | Universitatea Craiova (CW)     |
| Rosenborg (UCL Q2)                 | Sūduva Marijampolė (UCL Q2)        | İstanbul Başakşehir (3rd)              | Brøndby (CW)                   |
|                                    |                                    | Sigma Olomouc (4th)                    | Basel (UCL Q2)                 |
| Luzern (3rd)                       | Sturm Graz (UCL Q2)                |                                        |                                |
| Feyenoord (CW)                     |                                    |                                        |                                |
| Vòng loại thứ hai                  |                                    |                                        |                                |
| Nhóm các đội vô địch giải quốc nội | Nhóm các đội vô địch giải quốc nội | Nhóm chính                             | Nhóm chính                     |
| Torpedo Kutaisi (UCL Q1)           | The New Saints (UCL Q1)            | Sevilla (7th)                          | Atromitos (4th)                |
| APOEL (UCL Q1)                     | Olimpija Ljubljana (UCL Q1)        | RB Leipzig (6th)                       | Asteras Tripolis (5th)         |
| F91 Dudelange (UCL Q1)             | Drita (UCL Q1)                     | Burnley (7th)                          | LASK Linz (4th)                |
| Víkingur Gøta (UCL Q1)             | Crusaders (UCL Q1)                 | Atalanta (7th)                         | Admira Wacker Mödling (5th)    |
| Cork City (UCL Q1)[Note IRL]       | Valletta (UCL Q1)                  | Bordeaux (6th)                         | Hajduk Split (3rd)             |
| Valur (UCL Q1)                     | Flora Tallinn (UCL Q1)             | Ufa (6th)[Note RUS]                    | FCSB (2nd)                     |
| Spartaks Jūrmala (UCL Q1)          | Alashkert (UCL Q1)                 | Rio Ave (5th)[Note POR]                | Dynamo Brest (CW)              |
| Zrinjski Mostar (UCL Q1)           | Sutjeska Nikšić (UCL Q1)           | Mariupol (5th)                         | Jagiellonia Białystok (2nd)    |
| Lincoln Red Imps (UCL PR)          | FC Santa Coloma (UCL PR)           | Genk (PW)                              | Djurgårdens IF (CW)            |
| La Fiorita (UCL PR)                |                                    | Beşiktaş (4th)                         | Hapoel Haifa (CW)              |
|                                    |                                    | Sparta Prague (5th)                    | Aberdeen (2nd)                 |
| St. Gallen (5th)                   | AEK Larnaca (CW)                   |                                        |                                |
| AZ (3rd)                           | Lillestrøm (CW)                    |                                        |                                |
| Vitesse (PW)                       |                                    |                                        |                                |
| Vòng loại thứ nhất                 |                                    |                                        |                                |
| Osijek (4th)                       | CSKA Sofia (2nd)                   | Stjarnan (2nd)                         | Shkupi (4th)                   |
| Viitorul Constanța (4th)           | Levski Sofia (PW)                  | FH (3rd)                               | FCI Levadia (CW)               |
| Nordsjælland (3rd)                 | Partizan (CW)                      | KuPS (2nd)                             | Nõmme Kalju (3rd)              |
| Copenhagen (PW)                    | Radnički Niš (3rd)                 | Ilves (3rd)                            | Narva Trans (5th)[Note EST]    |
| Dinamo Minsk (2nd)                 | Spartak Subotica (4th)             | Lahti (4th)                            | Mladost Podgorica (CW)         |
| Shakhtyor Soligorsk (3rd)          | Kairat (CW)                        | Luftëtari (3rd)                        | Budućnost Podgorica (2nd)      |
| Lech Poznań (3rd)                  | Irtysh Pavlodar (4th)              | Laçi (4th)                             | Rudar Pljevlja (5th)[Note MNE] |
| Górnik Zabrze (4th)                | Tobol (5th)[Note KAZ]              | Partizani (5th)[Note ALB]              | Gandzasar Kapan (CW)           |
| AIK (2nd)                          | Maribor (2nd)                      | Dundalk (2nd)                          | Banants (2nd)                  |
| BK Häcken (4th)                    | Domžale (3rd)                      | Shamrock Rovers (3rd)                  | Pyunik (5th)[Note ARM]         |
| Maccabi Tel Aviv (2nd)             | Rudar Velenje (4th)                | Derry City (4th)[Note IRL]             | Racing FC (CW)                 |
| Beitar Jerusalem (3rd)             | Slovan Bratislava (CW)             | Željezničar (CW)                       | Progrès Niederkorn (2nd)       |
| Rangers (3rd)                      | DAC Dunajská Streda (3rd)          | Sarajevo (3rd)                         | Fola Esch (3rd)                |
| Hibernian (4th)                    | Trenčín (PW)                       | Široki Brijeg (4th)                    | Coleraine (CW)                 |
| Apollon Limassol (2nd)             | Vaduz (CW)                         | Chikhura Sachkhere (CW)                | Glenavon (3rd)                 |
| Anorthosis Famagusta (3rd)         | Újpest (CW)                        | Dinamo Tbilisi (2nd)                   | Cliftonville (PW)              |
| Molde (2nd)                        | Ferencváros (2nd)                  | Samtredia (3rd)                        | Stumbras (CW)                  |
| Sarpsborg 08 (3rd)                 | Honvéd (4th)                       | Liepāja (CW)                           | Žalgiris (2nd)                 |
| Keşla (CW)                         | Milsami Orhei (CW)                 | Riga FC (3rd)                          | Balzan (2nd)                   |
| Gabala (2nd)                       | Petrocub Hîncești (3rd)            | Ventspils (4th)                        | Connah's Quay Nomads (CW)      |
| Neftçi Baku (3rd)                  | Zaria Bălți (5th)[Note MDA]        | Vardar (2nd)                           | NSÍ Runavík (CW)               |
| Slavia Sofia (CW)                  | ÍBV (CW)                           | Rabotnički (3rd)                       |                                |
| Vòng sơ loại                       |                                    |                                        |                                |
| Trakai (3rd)                       | Cefn Druids (PW)                   | St Joseph's (3rd)                      | Tre Fiori (3rd)                |
| Gżira United (3rd)                 | KÍ Klaksvík (2nd)                  | Engordany (2nd)                        | Prishtina (CW)                 |
| Birkirkara (4th)                   | B36 Tórshavn (3rd)                 | Sant Julià (3rd)                       |                                |
| Bala Town (4th)[Note WAL]          | Europa (CW)                        | Folgore (2nd)                          |                                |

Đáng chú ý là có một đội tham gia giải đấu mà không chơi ở hạng đấu cao nhất quốc gia của họ; Vaduz (đại diện của Liechtenstein, chơi ở giải hạng hai Thụy Sĩ).
Notes
1. ^ Albania (ALB): Vào tháng 3 năm 2018, Skënderbeu Korçë đã phải nhận án phạt 10 năm không tham dự các giải đấu cấp câu lạc bộ do UEFA tổ chức do dàn xếp trận đấu.[13] Vì họ kết thúc giải với tư cách nhà vô địch Albanian Superliga 2017–18, Kukësi, đội á quân của giải đấu, được tham dự UEFA Champions League 2018-19 thay vì tham dự UEFA Europa League 2018-19. Còn suất dự vòng loại thứ nhất Europa League của họ được trao cho Partizani, đội đứng thứ năm của giải đấu.
2. ^ Armenia (ARM): Shirak, the fourth-placed team of the 2017–18 Armenian Premier League, were penalized by the Football Federation of Armenia for match fixing.[14] Should they not be allowed to participate in European competitions pending any UEFA disciplinary proceedings, they will be replaced by Pyunik, the fifth-placed team of the league.[15]
3. ^ Estonia (EST): FCI Tallinn would have qualified for the Europa League first qualifying round as the fourth-placed team of the 2017 Meistriliiga, but was disbanded and merged with Levadia Tallinn.[16] As a result, the berth was given to the fifth-placed team of the league, Narva Trans.
4. ^ Italy (ITA): Milan qualified for the Europa League group stage as the sixth-placed team of the 2017–18 Serie A, but were originally banned by UEFA from European competition due to violations of Financial Fair Play regulations.[17] They appealed to the Court of Arbitration for Sport, and the ban was overturned on ngày 20 tháng 7 năm 2018.[18][19]
5. ^ Kazakhstan (KAZ): Ordabasy would have qualified for the Europa League first qualifying round as the third-placed team of the 2017 Kazakhstan Premier League, but failed to obtain a UEFA licence.[20] As a result, the berth was given to the fifth-placed team of the league, Tobol.
6. ^ Moldova (MDA): Dacia Chișinău would have qualified for the Europa League first qualifying round as the fourth-placed team of the 2017 Moldovan National Division, but were disbanded after the season.[21] As a result, the berth was given to the fifth-placed team of the league, Zaria Bălți.
7. ^ Montenegro (MNE): Grbalj would have qualified for the Europa League first qualifying round as the fourth-placed team of the 2017–18 Montenegrin First League, but failed to obtain a UEFA licence.[22] As a result, the berth was given to the fifth-placed team of the league, Rudar Pljevlja.
8. ^ Portugal (POR): Desportivo das Aves would have qualified for the Europa League group stage as the winners of the 2017–18 Taça de Portugal, but failed to obtain a UEFA licence.[23] As a result, Sporting CP, the third-placed team of the 2017–18 Primeira Liga, entered the group stage instead of the third qualifying round, Braga, the fourth-placed team of the league, entered the third qualifying round instead of the second qualifying round, and the second qualifying round berth was given to Rio Ave, the fifth-placed team of the league.
9. ^ Republic of Ireland (IRL):
  - Cork City were randomly drawn to receive a bye to the 2018–19 UEFA Europa League third qualifying round.[24]
  - Derry City are a club based in Northern Ireland, but will participate in the Europa League through one of the berths for the Republic of Ireland (any coefficient points they earn count toward Republic of Ireland and not Northern Ireland).
10. ^ Russia (RUS): Tosno would have qualified for the Europa League group stage as the winners of the 2017–18 Russian Cup, but failed to obtain a UEFA licence.[25] As a result, Krasnodar, the fourth-placed team of the 2017–18 Russian Premier League, entered the group stage instead of the third qualifying round, Zenit Saint Petersburg, the fifth-placed team of the league, entered the third qualifying round instead of the second qualifying round, and the second qualifying round berth was given to Ufa, the sixth-placed team of the league.
11. ^ Wales (WAL): Bangor City would have qualified for the Europa League preliminary round as the runners-up of the 2017–18 Welsh Premier League, but failed to obtain a UEFA licence.[26] As a result, and because the third-placed team Connah's Quay Nomads were Welsh Cup winners, the berth was given to the fourth-placed team of the league, Bala Town.

## Lịch thi đấu và bốc thăm
Lịch thi đấu của giải đấu như sau (Tất cả các lễ bốc thăm đều tổ chức tại trụ sở UEFA tại Nyon, Thụy Sĩ, trừ khi được nêu rõ).
| Giai đoạn               | Vòng               | Ngày bốc thăm                                                                             | Lượt đi                                            | Lượt về                                            |
| ----------------------- | ------------------ | ----------------------------------------------------------------------------------------- | -------------------------------------------------- | -------------------------------------------------- |
| Sơ loại                 | Vòng sơ loại       | 12 tháng 6 năm 2018                                                                       | 28 tháng 6 năm 2018                                | 5 tháng 7 năm 2018                                 |
| Vòng loại               | Vòng loại thứ nhất | 19 tháng 6 năm 2018 (Nhóm các đội vô địch giải quốc nội) 20 tháng 6 năm 2018 (Nhóm chính) | 12 tháng 7 năm 2018                                | 19 tháng 7 năm 2018                                |
| Vòng loại               | Vòng loại thứ hai  | 19 tháng 6 năm 2018 (Nhóm các đội vô địch giải quốc nội) 20 tháng 6 năm 2018 (Nhóm chính) | 26 tháng 7 năm 2018                                | 2 tháng 8 năm 2018                                 |
| Vòng loại               | Vòng loại thứ ba   | 23 tháng 7 năm 2018                                                                       | 9 tháng 8 năm 2018                                 | 16 tháng 8 năm 2018                                |
| Play-off                | Vòng Play-off      | 6 tháng 8 năm 2018                                                                        | 23 tháng 8 năm 2018                                | 30 tháng 8 năm 2018                                |
| Vòng bảng               | Lượt trận thứ nhất | 31 tháng 8 năm 2018 (Monaco)                                                              | 20 tháng 9 năm 2018                                | 20 tháng 9 năm 2018                                |
| Vòng bảng               | Lượt trận thứ hai  | 31 tháng 8 năm 2018 (Monaco)                                                              | 4 tháng 10 năm 2018                                | 4 tháng 10 năm 2018                                |
| Vòng bảng               | Lượt trận thứ ba   | 31 tháng 8 năm 2018 (Monaco)                                                              | 25 tháng 10 năm 2018                               | 25 tháng 10 năm 2018                               |
| Vòng bảng               | Lượt trận thứ tư   | 31 tháng 8 năm 2018 (Monaco)                                                              | 8 tháng 11 năm 2018                                | 8 tháng 11 năm 2018                                |
| Vòng bảng               | Lượt trận thứ năm  | 31 tháng 8 năm 2018 (Monaco)                                                              | 29 tháng 11 năm 2018                               | 29 tháng 11 năm 2018                               |
| Vòng bảng               | Lượt trận thứ sáu  | 31 tháng 8 năm 2018 (Monaco)                                                              | 13 tháng 12 năm 2018                               | 13 tháng 12 năm 2018                               |
| Vòng đấu loại trực tiếp | Vòng 32 đội        | 17 tháng 12 năm 2018                                                                      | 14 tháng 2 năm 2019                                | 21 tháng 2 năm 2019                                |
| Vòng đấu loại trực tiếp | Vòng 16 đội        | 22 tháng 2 năm 2019                                                                       | 7 tháng 3 năm 2019                                 | 14 tháng 3 năm 2019                                |
| Vòng đấu loại trực tiếp | Tứ kết             | 15 tháng 3 năm 2019                                                                       | 11 tháng 4 năm 2019                                | 18 tháng 4 năm 2019                                |
| Vòng đấu loại trực tiếp | Bán kết            | 15 tháng 3 năm 2019                                                                       | 2 tháng 5 năm 2019                                 | 9 tháng 5 năm 2019                                 |
| Vòng đấu loại trực tiếp | Chung kết          | 15 tháng 3 năm 2019                                                                       | 29 tháng 5 năm 2019 tại Sân vận động Olympic, Baku | 29 tháng 5 năm 2019 tại Sân vận động Olympic, Baku |

Các trận đấu tại vòng loại (kể cả vòng sơ loại và play-off) và vòng đấu loại trực tiếp cũng có thể được diễn ra vào ngày Thứ Ba và Thứ Tư thay vì Thứ Năm như bình thường do mâu thuẫn lịch thi đấu.
Kể từ mùa giải này, vòng bảng có 2 khung giờ thi đấu – 18:55 CET và 21:00 CET. Các trận đấu kể từ vòng tứ kết bắt đầu lúc 21:00 CET.

## Vòng sơ loại
Ở vòng sơ loại, các đội được chia ra làm nhóm hạt giống và nhóm không hạt giống dựa trên Hệ số câu lạc bộ UEFA 2018, và được xếp cặp để thi đấu theo thể thức hai lượt. Các đội cùng hiệp hội không được xếp cặp thi đấu với nhau.
Lễ bốc thăm vòng sơ loại được tổ chức vào ngày 12 tháng 6 năm 2018. Lượt đi được diễn ra vào ngày 26 và 28 tháng 6, và lượt về được diễn ra vào ngày 5 tháng 7 năm 2018.
| Đội 1        | TTS         | Đội 2        | Lượt đi | Lượt về      |
| ------------ | ----------- | ------------ | ------- | ------------ |
| Europa       | 1–6         | Prishtina    | 1–1     | 0–5          |
| Sant Julià   | 1–4         | Gżira United | 0–2     | 1–2          |
| Engordany    | 3–2         | Folgore      | 2–1     | 1–1          |
| B36 Tórshavn | 2–2 (4–2 p) | St Joseph's  | 1–1     | 1–1 (s.h.p.) |
| Birkirkara   | 2–3         | KÍ Klaksvík  | 1–1     | 1–2          |
| Tre Fiori    | 3–1         | Bala Town    | 3–0     | 0–1          |
| Cefn Druids  | 1–2         | Trakai       | 1–1     | 0–1          |

## Vòng loại
Ở vòng loại và vòng play-off, các đội được chia ra làm nhóm hạt giống và nhóm không hạt giống dựa trên Hệ số câu lạc bộ UEFA 2018 (áp dụng cho Nhóm chính), hoặc dựa trên vòng đấu họ lọt vào (áp dụng cho Nhóm các đội vô địch giải quốc nội), và được xếp cặp để thi đấu theo thể thức hai lượt.

### Vòng loại thứ nhất
Lễ bốc thăm vòng loại thứ nhất được tổ chức vào ngày 20 tháng 6 năm 2018. Lượt đi được diễn ra vào ngày 10, 11 và 12 tháng 7, và lượt về được diễn ra vào ngày 17, 18 và 19 tháng 7 năm 2018.
| Đội 1                | TTS         | Đội 2               | Lượt đi | Lượt về      |
| -------------------- | ----------- | ------------------- | ------- | ------------ |
| Stjarnan             | 3–1         | Nõmme Kalju         | 3–0     | 0–1          |
| Ilves                | 1–3         | Slavia Sofia        | 0–1     | 1–2          |
| KÍ Klaksvík          | 2–3         | Žalgiris            | 1–2     | 1–1          |
| Fola Esch            | 0–0 (5–4 p) | Prishtina           | 0–0     | 0–0 (s.h.p.) |
| Glenavon             | 3–6         | Molde               | 2–1     | 1–5          |
| DAC Dunajská Streda  | 3–2         | Dinamo Tbilisi      | 1–1     | 2–1          |
| Stumbras             | 1–2         | Apollon Limassol    | 1–0     | 0–2          |
| Široki Brijeg        | 3–3 (a)     | Domžale             | 2–2     | 1–1          |
| Rangers              | 2–0         | Shkupi              | 2–0     | 0–0          |
| Gabala               | 1–2[A]      | Progrès Niederkorn  | 0–2     | 1–0          |
| Racing FC            | 0–2         | Viitorul Constanța  | 0–2     | 0–0          |
| Samtredia            | 0–3         | Tobol               | 0–1     | 0–2          |
| Partizani            | 0–3         | Maribor             | 0–1     | 0–2          |
| Neftçi Baku          | 3–5         | Újpest              | 3–1     | 0–4          |
| Budućnost Podgorica  | 1–3         | Trenčín             | 0–2     | 1–1          |
| Derry City           | 2–3         | Dinamo Minsk        | 0–2     | 2–1          |
| B36 Tórshavn         | 2–1         | Titograd Podgorica  | 0–0     | 2–1          |
| Górnik Zabrze        | 2–1[A]      | Zaria Bǎlți         | 1–0     | 1–1          |
| Spartak Subotica     | 3–1         | Coleraine           | 1–1     | 2–0          |
| Pyunik               | 3–0         | Vardar              | 1–0     | 2–0          |
| Shamrock Rovers      | 1–2         | AIK                 | 0–1     | 1–1 (s.h.p.) |
| Connah's Quay Nomads | 1–5         | Shakhtyor Soligorsk | 1–3     | 0–2          |
| Lahti                | 0–3         | FH                  | 0–3     | 0–0          |
| Ventspils            | 8–3         | Luftëtari           | 5–0     | 3–3          |
| Cliftonville         | 1–3         | Nordsjælland        | 0–1     | 1–2          |
| Banants              | 1–5         | Sarajevo            | 1–2     | 0–3          |
| Engordany            | 1–10        | Kairat              | 0–3     | 1–7          |
| Petrocub Hîncești    | 2–3         | Osijek              | 1–1     | 1–2          |
| Anorthosis Famagusta | 2–2 (a)     | Laçi                | 2–1     | 0–1          |
| Ferencváros          | 1–2         | Maccabi Tel Aviv    | 1–1     | 0–1          |
| Balzan               | 5–3         | Keşla               | 4–1     | 1–2          |
| Rabotnički           | 2–5[A]      | Honvéd              | 2–1     | 0–4          |
| Rudar Pljevlja       | 0–6         | Partizan            | 0–3     | 0–3          |
| CSKA Sofia           | 1–1 (5–3 p) | Riga FC             | 1–0     | 0–1 (s.h.p.) |
| Milsami Orhei        | 2–9         | Slovan Bratislava   | 2–4     | 0–5          |
| Radnički Niš         | 5–0         | Gżira United        | 4–0     | 1–0          |
| Lech Poznań          | 3–2         | Gandzasar Kapan     | 2–0     | 1–2          |
| Chikhura Sachkhere   | 2–1         | Beitar Jerusalem    | 0–0     | 2–1          |
| Vaduz                | 3–3 (a)     | Levski Sofia        | 1–0     | 2–3          |
| Narva Trans          | 1–5[A]      | Željezničar         | 0–2     | 1–3          |
| Trakai               | 1–0         | Irtysh Pavlodar     | 0–0     | 1–0          |
| Hibernian            | 12–5        | NSÍ Runavík         | 6–1     | 6–4          |
| Rudar Velenje        | 10–0        | Tre Fiori           | 7–0     | 3–0          |
| FCI Levadia          | 1–3         | Dundalk             | 0–1     | 1–2          |
| ÍBV                  | 0–6         | Sarpsborg 08        | 0–4     | 0–2          |
| KuPS                 | 1–2[A]      | Copenhagen          | 0–1     | 1–1          |
| Liepāja              | 2–4         | BK Häcken           | 0–3     | 2–1          |

Ghi chú
1. ^ a b c d e Thứ tự thi đấu được đảo ngược sau lễ bốc thăm chính thức.

### Vòng loại thứ hai
Vòng loại thứ hai được tách ra làm hai nhóm riêng biệt: Nhóm các đội vô địch giải quốc nội (dành cho các đội vô địch các giải vô địch quốc gia) và Nhóm chính (dành cho các đội vô địch cúp quốc gia và các đội không vô địch các giải vô địch quốc gia). Lễ bốc thăm vòng loại thứ hai (Nhóm các đội vô địch giải quốc nội) được tổ chức vào ngày 19 tháng 6 năm 2018, và lễ bốc thăm vòng loại thứ hai (Nhóm chính) được tổ chức vào ngày 20 tháng 6 năm 2018. Lượt đi được diễn ra vào ngày 26 tháng 7, và lượt về được diễn ra vào ngày 2 tháng 8 năm 2018.
| Đội 1                              | TTS                                | Đội 2                              | Lượt đi                            | Lượt về                            |                                    |
| Nhóm các đội vô địch giải quốc nội | Nhóm các đội vô địch giải quốc nội | Nhóm các đội vô địch giải quốc nội | Nhóm các đội vô địch giải quốc nội | Nhóm các đội vô địch giải quốc nội | Nhóm các đội vô địch giải quốc nội |
| ---------------------------------- | ---------------------------------- | ---------------------------------- | ---------------------------------- | ---------------------------------- | ---------------------------------- |
| Cork City                          | Bye[Ă]                             |                                    |                                    |                                    |                                    |
| The New Saints                     | 3–2                                | Lincoln Red Imps                   | 2–1                                | 1–1                                |                                    |
| Torpedo Kutaisi                    | 7–0                                | Víkingur Gøta                      | 3–0                                | 4–0                                |                                    |
| Zrinjski Mostar                    | 3–2                                | Valletta                           | 1–1                                | 2–1                                |                                    |
| FC Santa Coloma                    | 1–3                                | Valur                              | 1–0                                | 0–3                                |                                    |
| Sutjeska Nikšić                    | 0–1                                | Alashkert                          | 0–1                                | 0–0                                |                                    |
| F91 Dudelange                      | 3–2                                | Drita                              | 2–1                                | 1–1                                |                                    |
| Spartaks Jūrmala                   | 9–0                                | La Fiorita                         | 6–0                                | 3–0                                |                                    |
| APOEL                              | 5–2                                | Flora Tallinn                      | 5–0                                | 0–2                                |                                    |
| Olimpija Ljubljana                 | 6–2                                | Crusaders                          | 5–1                                | 1–1                                |                                    |

| Đội 1                 | TTS        | Đội 2                 | Lượt đi    | Lượt về      |            |
| Nhóm chính            | Nhóm chính | Nhóm chính            | Nhóm chính | Nhóm chính   | Nhóm chính |
| --------------------- | ---------- | --------------------- | ---------- | ------------ | ---------- |
| Molde                 | 5–0        | Laçi                  | 3–0        | 2–0          |            |
| Atalanta              | 10–2[B]    | Sarajevo              | 2–2        | 8–0          |            |
| Žalgiris              | 2–1        | Vaduz                 | 1–0        | 1–1          |            |
| Kairat                | 3–2        | AZ                    | 2–0        | 1–2          |            |
| Aberdeen              | 2–4        | Burnley               | 1–1        | 1–3 (s.h.p.) |            |
| Partizan              | 2–1        | Trakai                | 1–0        | 1–1          |            |
| Balzan                | 3–4        | Slovan Bratislava     | 2–1        | 1–3          |            |
| Nordsjælland          | 2–0        | AIK                   | 1–0        | 1–0          |            |
| Rudar Velenje         | 0–6        | FCSB                  | 0–2        | 0–4          |            |
| Hapoel Haifa          | 2–1        | FH                    | 1–1        | 1–0          |            |
| Dundalk               | 0–4        | AEK Larnaca           | 0–0        | 0–4          |            |
| Górnik Zabrze         | 1–5        | Trenčín               | 0–1        | 1–4          |            |
| Maccabi Tel Aviv      | 4–2        | Radnički Niš          | 2–0        | 2–2          |            |
| CSKA Sofia            | 6–1        | Admira Wacker Mödling | 3–0        | 3–1          |            |
| Spartak Subotica      | 3–2        | Sparta Prague         | 2–0        | 1–2          |            |
| RB Leipzig            | 5–1        | BK Häcken             | 4–0        | 1–1          |            |
| Stjarnan              | 0–7        | Copenhagen            | 0–2        | 0–5          |            |
| Ufa                   | 1–1 (a)    | Domžale               | 0–0        | 1–1          |            |
| Tobol                 | 2–2 (a)    | Pyunik                | 2–1        | 0–1          |            |
| Jagiellonia Białystok | 5–4        | Rio Ave               | 1–0        | 4–4          |            |
| LASK Linz             | 6–1        | Lillestrøm            | 4–0        | 2–1          |            |
| Honvéd                | 1–2        | Progrès Niederkorn    | 1–0        | 0–2          |            |
| Osijek                | 1–2        | Rangers               | 0–1        | 1–1          |            |
| B36 Tórshavn          | 0–8        | Beşiktaş              | 0–2        | 0–6          |            |
| DAC Dunajská Streda   | 2–7        | Dinamo Minsk          | 1–3        | 1–4          |            |
| Ventspils             | 1–3        | Bordeaux              | 0–1        | 1–2          |            |
| Željezničar           | 2–5        | Apollon Limassol      | 1–2        | 1–3          |            |
| Viitorul Constanța    | 3–5        | Vitesse               | 2–2        | 1–3          |            |
| St. Gallen            | 2–2 (a)    | Sarpsborg 08          | 2–1        | 0–1          |            |
| Dynamo Brest          | 5–4        | Atromitos             | 4–3        | 1–1          |            |
| Sevilla               | 7–1        | Újpest                | 4–0        | 3–1          |            |
| Shakhtyor Soligorsk   | 2–4        | Lech Poznań           | 1–1        | 1–3 (s.h.p.) |            |
| Hibernian             | 4–3        | Asteras Tripolis      | 3–2        | 1–1          |            |
| Chikhura Sachkhere    | 0–2        | Maribor               | 0–0        | 0–2          |            |
| Genk                  | 9–1        | Fola Esch             | 5–0        | 4–1          |            |
| Djurgårdens IF        | 2–3        | Mariupol              | 1–1        | 1–2 (s.h.p.) |            |
| Hajduk Split          | 4–2        | Slavia Sofia          | 1–0        | 3–2          |            |

Ghi chú
1. ^ Đội được nhận suất vào thẳng vòng loại thứ ba.
2. ^ Thứ tự thi đấu được đảo ngược sau lễ bốc thăm chính thức.

### Vòng loại thứ ba
Vòng loại thứ ba được tách ra làm hai nhóm riêng biệt: Nhóm các đội vô địch giải quốc nội (dành cho các đội vô địch các giải vô địch quốc gia) và Nhóm chính (dành cho các đội vô địch cúp quốc gia và các đội không vô địch các giải vô địch quốc gia). Lễ bốc thăm vòng loại thứ ba được tổ chức vào ngày 23 tháng 7 năm 2018. Lượt đi được diễn ra vào ngày 7 và 9 tháng 8, và lượt về được diễn ra vào ngày 14 và 16 tháng 8 năm 2018.
| Đội 1                              | TTS                                | Đội 2                              | Lượt đi                            | Lượt về                            |                                    |
| Nhóm các đội vô địch giải quốc nội | Nhóm các đội vô địch giải quốc nội | Nhóm các đội vô địch giải quốc nội | Nhóm các đội vô địch giải quốc nội | Nhóm các đội vô địch giải quốc nội | Nhóm các đội vô địch giải quốc nội |
| ---------------------------------- | ---------------------------------- | ---------------------------------- | ---------------------------------- | ---------------------------------- | ---------------------------------- |
| Ludogorets Razgrad                 | 2–1                                | Zrinjski Mostar                    | 1–0                                | 1–1                                |                                    |
| Legia Warsaw                       | 3–4                                | F91 Dudelange                      | 1–2                                | 2–2                                |                                    |
| Alashkert                          | 0–7                                | CFR Cluj                           | 0–2                                | 0–5                                |                                    |
| Olimpija Ljubljana                 | 7–1                                | HJK                                | 3–0                                | 4–1                                |                                    |
| Sheriff Tiraspol                   | 2–2 (a)                            | Valur                              | 1–0                                | 1–2                                |                                    |
| Cork City                          | 0–5                                | Rosenborg                          | 0–2                                | 0–3                                |                                    |
| Spartaks Jūrmala                   | 0–1                                | Sūduva Marijampolė                 | 0–1                                | 0–0                                |                                    |
| The New Saints                     | 1–5                                | Midtjylland                        | 0–2                                | 1–3                                |                                    |
| Hapoel Be'er Sheva                 | 3–5                                | APOEL                              | 2–2                                | 1–3                                |                                    |
| Torpedo Kutaisi                    | 5–4                                | Kukësi                             | 5–2                                | 0–2                                |                                    |

| Đội 1                 | TTS        | Đội 2                  | Lượt đi    | Lượt về      |            |
| Nhóm chính            | Nhóm chính | Nhóm chính             | Nhóm chính | Nhóm chính   | Nhóm chính |
| --------------------- | ---------- | ---------------------- | ---------- | ------------ | ---------- |
| Pyunik                | 1–2        | Maccabi Tel Aviv       | 0–0        | 1–2          |            |
| Dinamo Minsk          | 5–8        | Zenit Saint Petersburg | 4–0        | 1–8 (s.h.p.) |            |
| Sturm Graz            | 0–7        | AEK Larnaca            | 0–2        | 0–5          |            |
| Sarpsborg 08          | 2–1        | Rijeka                 | 1–1        | 1–0          |            |
| İstanbul Başakşehir   | 0–1        | Burnley                | 0–0        | 0–1 (s.h.p.) |            |
| Zorya Luhansk         | 3–3 (a)    | Braga                  | 1–1        | 2–2          |            |
| Hapoel Haifa          | 1–6        | Atalanta               | 1–4        | 0–2          |            |
| Genk                  | 4–1        | Lech Poznań            | 2–0        | 2–1          |            |
| Vitesse               | 0–2        | Basel                  | 0–1        | 0–1          |            |
| Nordsjælland          | 3–5        | Partizan               | 1–2        | 2–3          |            |
| Hibernian             | 0–3        | Molde                  | 0–0        | 0–3          |            |
| Hajduk Split          | 1–2        | FCSB                   | 0–0        | 1–2          |            |
| Sevilla               | 6–0        | Žalgiris               | 1–0        | 5–0          |            |
| Sigma Olomouc         | 4–1        | Kairat                 | 2–0        | 2–1          |            |
| Slovan Bratislava     | 2–5        | Rapid Wien             | 2–1        | 0–4          |            |
| Mariupol              | 2–5        | Bordeaux               | 1–3        | 1–2          |            |
| CSKA Sofia            | 2–4        | Copenhagen             | 1–2        | 1–2          |            |
| Olympiacos            | 7–1        | Luzern                 | 4–0        | 3–1          |            |
| Rangers               | 3–1        | Maribor                | 3–1        | 0–0          |            |
| Trenčín               | 5–1        | Feyenoord              | 4–0        | 1–1          |            |
| Jagiellonia Białystok | 1–4        | Gent                   | 0–1        | 1–3          |            |
| Spartak Subotica      | 1–4        | Brøndby                | 0–2        | 1–2          |            |
| Ufa                   | 4–3        | Progrès Niederkorn     | 2–1        | 2–2          |            |
| Beşiktaş              | 2–2 (a)    | LASK Linz              | 1–0        | 1–2          |            |
| Apollon Limassol      | 4–1        | Dynamo Brest           | 4–0        | 0–1          |            |
| RB Leipzig            | 4–2        | Universitatea Craiova  | 3–1        | 1–1          |            |

## Vòng play-off
Vòng play-off được tách ra làm hai nhóm riêng biệt: Nhóm các đội vô địch giải quốc nội (dành cho các đội vô địch các giải vô địch quốc gia) và Nhóm chính (dành cho các đội vô địch cúp quốc gia và các đội không vô địch các giải vô địch quốc gia). Lễ bốc thăm vòng loại thứ ba được tổ chức vào ngày 6 tháng 8 năm 2018. Lượt đi được diễn ra vào ngày 23 tháng 8, và lượt về được diễn ra vào ngày 30 tháng 8 năm 2018.
| Đội 1                              | TTS                                | Đội 2                              | Lượt đi                            | Lượt về                            |                                    |
| Nhóm các đội vô địch giải quốc nội | Nhóm các đội vô địch giải quốc nội | Nhóm các đội vô địch giải quốc nội | Nhóm các đội vô địch giải quốc nội | Nhóm các đội vô địch giải quốc nội | Nhóm các đội vô địch giải quốc nội |
| ---------------------------------- | ---------------------------------- | ---------------------------------- | ---------------------------------- | ---------------------------------- | ---------------------------------- |
| Olimpija Ljubljana                 | 1–3                                | Spartak Trnava                     | 0–2                                | 1–1                                |                                    |
| APOEL                              | 1–1 (1–2 p)                        | Astana                             | 1–0                                | 0–1 (s.h.p.)                       |                                    |
| Rosenborg                          | 5–1                                | Shkëndija                          | 3–1                                | 2–0                                |                                    |
| F91 Dudelange                      | 5–2                                | CFR Cluj                           | 2–0                                | 3–2                                |                                    |
| Sūduva Marijampolė                 | 1–4                                | Celtic                             | 1–1                                | 0–3                                |                                    |
| Sheriff Tiraspol                   | 1–3                                | Qarabağ                            | 1–0                                | 0–3                                |                                    |
| Malmö FF                           | 4–2                                | Midtjylland                        | 2–2                                | 2–0                                |                                    |
| Torpedo Kutaisi                    | 0–5                                | Ludogorets Razgrad                 | 0–1                                | 0–4                                |                                    |

| Đội 1                  | TTS         | Đội 2            | Lượt đi    | Lượt về      |            |
| Nhóm chính             | Nhóm chính  | Nhóm chính       | Nhóm chính | Nhóm chính   | Nhóm chính |
| ---------------------- | ----------- | ---------------- | ---------- | ------------ | ---------- |
| Sigma Olomouc          | 0–4         | Sevilla          | 0–1        | 0–3          |            |
| Sarpsborg 08           | 4–3         | Maccabi Tel Aviv | 3–1        | 1–2          |            |
| Gent                   | 0–2         | Bordeaux         | 0–0        | 0–2          |            |
| Partizan               | 1–4         | Beşiktaş         | 1–1        | 0–3          |            |
| Rapid Wien             | 4–3         | FCSB             | 3–1        | 1–2          |            |
| Basel                  | 3–3 (a)[C]  | Apollon Limassol | 3–2        | 0–1          |            |
| Rangers                | 2–1         | Ufa              | 1–0        | 1–1          |            |
| Atalanta               | 0–0 (3–4 p) | Copenhagen       | 0–0        | 0–0 (s.h.p.) |            |
| Zenit Saint Petersburg | 4–3         | Molde            | 3–1        | 1–2          |            |
| Trenčín                | 1–4         | AEK Larnaca      | 1–1        | 0–3          |            |
| Genk                   | 9–4         | Brøndby          | 5–2        | 4–2          |            |
| Olympiacos             | 4–2         | Burnley          | 3–1        | 1–1          |            |
| Zorya Luhansk          | 2–3         | RB Leipzig       | 0–0        | 2–3          |            |

Ghi chú
1. ^ Thứ tự thi đấu được đảo ngược sau lễ bốc thăm chính thức.

## Vòng bảng
Lễ bốc thăm vòng bảng được tổ chức vào ngày 31 tháng 8 năm 2018, lúc 13:00 CEST, tại Trung tâm diễn đàn Grimaldi ở Monaco. 48 đội được phân thành 12 bảng bốn đội, với quy tắc là các đội từ cùng một hiệp hội sẽ không cùng bảng với nhau. Đối với lễ bốc thăm, các đội được chia thành bốn nhóm hạt giống dựa trên hệ số câu lạc bộ UEFA năm 2018 của họ.
Ở mỗi bảng đấu, các đội đối đầu với nhau theo thể thức vòng tròn 2 lượt. Đội nhất và nhì bảng tiến vào vòng 32 đội, nơi họ tham dự cùng với 8 đội đứng thứ ba vòng bảng UEFA Champions League 2018–19. Các lượt trận được diễn ra vào các ngày 20 tháng 9, 4 tháng 10, 25 tháng 10, 8 tháng 11, 29 tháng 11, và 13 tháng 12 năm 2018.
Tổng cộng có 27 hiệp hội quốc gia được đại diện tại vòng bảng. Akhisarspor, Chelsea, F91 Dudelange, Jablonec, Rangers, RB Leipzig, Sarpsborg 08, Spartak Moscow và Spartak Trnava có lần đầu tiên xuất hiện tại vòng bảng (mặc dù Chelsea, Rangers, RB Leipzig và Spartak Moscow đã từng tham dự vòng đấu loại trực tiếp UEFA Europa League sau khi kết thúc vòng bảng UEFA Champions League ở vị trí thứ ba, trong khi Rangers and Spartak Moscow đã tham dự vòng bảng Cúp UEFA). F91 Dudelange là đội bóng đầu tiên của Luxembourg tham dự một vòng bảng ở đấu trường châu Âu.
| Tiêu chí xếp hạng |
| --- |
| Các đội được xếp hạng theo điểm số (3 điểm cho một chiến thắng, 1 điểm cho một trận hòa, 0 điểm cho một trận thua), và nếu hai hay nhiều đội bằng điểm với nhau, các tiêu chí xếp hạng sau đây được áp dụng, theo thứ tự được thể hiện, để xác định thứ hạng (Quy định Điều 16.01): 1. Số điểm trong các trận đấu đối đầu giữa các đội bằng điểm; 2. Hiệu số bàn thắng thua trong các trận đấu đối đầu giữa các đội bằng điểm; 3. Số bàn thắng ghi được trong các trận đấu đối đầu giữa các đội bằng điểm; 4. Số bàn thắng trên sân khách ghi được trong các trận đấu đối đầu giữa các đội bằng điểm; 5. Nếu có nhiều hơn 2 đội bằng điểm, và sau khi áp dụng tất cả các tiêu chí đối đầu trên, một nhóm đội vẫn bằng điểm, tất cả các tiêu chí đối đầu trên được áp dụng lại dành riêng cho nhóm đội này; 6. Hiệu số bàn thắng thua trong tất cả các trận đấu vòng bảng; 7. Số bàn thắng ghi được trong tất cả các trận đấu vòng bảng; 8. Số bàn thắng trên sân khách ghi được trong tất cả các trận đấu vòng bảng; 9. Số trận thắng trong tất cả các trận đấu vòng bảng; 10. Điểm kỉ luật (thẻ đỏ = 3 điểm, thẻ vàng = 1 điểm, bị truất quyền thi đấu do phải nhận hai thẻ vàng trong một trận đấu = 3 điểm); 11. Hệ số câu lạc bộ UEFA. |

### Bảng A
| VT | Đội                | ST | T | H | B | BT | BB | HS | Đ  | Giành quyền tham dự                 |     | LEV | ZUR | AKL | LUD |
| -- | ------------------ | -- | - | - | - | -- | -- | -- | -- | ----------------------------------- | --- | --- | --- | --- | --- |
| 1  | Bayer Leverkusen   | 6  | 4 | 1 | 1 | 16 | 9  | +7 | 13 | Đi tiếp vào vòng đấu loại trực tiếp |     | —   | 1–0 | 4–2 | 1–1 |
| 2  | Zürich             | 6  | 3 | 1 | 2 | 7  | 6  | +1 | 10 | Đi tiếp vào vòng đấu loại trực tiếp |     | 3–2 | —   | 1–2 | 1–0 |
| 3  | AEK Larnaca        | 6  | 1 | 2 | 3 | 6  | 12 | −6 | 5  |                                     |     | 1–5 | 0–1 | —   | 1–1 |
| 4  | Ludogorets Razgrad | 6  | 0 | 4 | 2 | 5  | 7  | −2 | 4  |                                     | 2–3 | 1–1 | 0–0 | —   |     |

### Bảng B
| VT | Đội               | ST | T | H | B | BT | BB | HS  | Đ  | Giành quyền tham dự                 |     | SAL | CEL | RBL | ROS |
| -- | ----------------- | -- | - | - | - | -- | -- | --- | -- | ----------------------------------- | --- | --- | --- | --- | --- |
| 1  | Red Bull Salzburg | 6  | 6 | 0 | 0 | 17 | 6  | +11 | 18 | Đi tiếp vào vòng đấu loại trực tiếp |     | —   | 3–1 | 1–0 | 3–0 |
| 2  | Celtic            | 6  | 3 | 0 | 3 | 6  | 8  | −2  | 9  | Đi tiếp vào vòng đấu loại trực tiếp |     | 1–2 | —   | 2–1 | 1–0 |
| 3  | RB Leipzig        | 6  | 2 | 1 | 3 | 9  | 8  | +1  | 7  |                                     |     | 2–3 | 2–0 | —   | 1–1 |
| 4  | Rosenborg         | 6  | 0 | 1 | 5 | 4  | 14 | −10 | 1  |                                     | 2–5 | 0–1 | 1–3 | —   |     |

### Bảng C
| VT | Đội                    | ST | T | H | B | BT | BB | HS | Đ  | Giành quyền tham dự                 |     | ZEN | SLP | BOR | KOB |
| -- | ---------------------- | -- | - | - | - | -- | -- | -- | -- | ----------------------------------- | --- | --- | --- | --- | --- |
| 1  | Zenit Saint Petersburg | 6  | 3 | 2 | 1 | 6  | 5  | +1 | 11 | Đi tiếp vào vòng đấu loại trực tiếp |     | —   | 1–0 | 2–1 | 1–0 |
| 2  | Slavia Prague          | 6  | 3 | 1 | 2 | 4  | 3  | +1 | 10 | Đi tiếp vào vòng đấu loại trực tiếp |     | 2–0 | —   | 1–0 | 0–0 |
| 3  | Bordeaux               | 6  | 2 | 1 | 3 | 6  | 6  | 0  | 7  |                                     |     | 1–1 | 2–0 | —   | 1–2 |
| 4  | Copenhagen             | 6  | 1 | 2 | 3 | 3  | 5  | −2 | 5  |                                     | 1–1 | 0–1 | 0–1 | —   |     |

### Bảng D
| VT | Đội            | ST | T | H | B | BT | BB | HS | Đ  | Giành quyền tham dự                 |     | DZG | FEN | SPT | AND |
| -- | -------------- | -- | - | - | - | -- | -- | -- | -- | ----------------------------------- | --- | --- | --- | --- | --- |
| 1  | Dinamo Zagreb  | 6  | 4 | 2 | 0 | 11 | 3  | +8 | 14 | Đi tiếp vào vòng đấu loại trực tiếp |     | —   | 4–1 | 3–1 | 0–0 |
| 2  | Fenerbahçe     | 6  | 2 | 2 | 2 | 7  | 7  | 0  | 8  | Đi tiếp vào vòng đấu loại trực tiếp |     | 0–0 | —   | 2–0 | 2–0 |
| 3  | Spartak Trnava | 6  | 2 | 1 | 3 | 4  | 7  | −3 | 7  |                                     |     | 1–2 | 1–0 | —   | 1–0 |
| 4  | Anderlecht     | 6  | 0 | 3 | 3 | 2  | 7  | −5 | 3  |                                     | 0–2 | 2–2 | 0–0 | —   |     |

### Bảng E
| VT | Đội             | ST | T | H | B | BT | BB | HS  | Đ  | Giành quyền tham dự                 |     | ARS | SPO | VOR | QRB |
| -- | --------------- | -- | - | - | - | -- | -- | --- | -- | ----------------------------------- | --- | --- | --- | --- | --- |
| 1  | Arsenal         | 6  | 5 | 1 | 0 | 12 | 2  | +10 | 16 | Đi tiếp vào vòng đấu loại trực tiếp |     | —   | 0–0 | 4–2 | 1–0 |
| 2  | Sporting CP     | 6  | 4 | 1 | 1 | 13 | 3  | +10 | 13 | Đi tiếp vào vòng đấu loại trực tiếp |     | 0–1 | —   | 3–0 | 2–0 |
| 3  | Vorskla Poltava | 6  | 1 | 0 | 5 | 4  | 13 | −9  | 3  |                                     |     | 0–3 | 1–2 | —   | 0–1 |
| 4  | Qarabağ         | 6  | 1 | 0 | 5 | 2  | 13 | −11 | 3  |                                     | 0–3 | 1–6 | 0–1 | —   |     |

1. 1 2  Hiệu số bàn thắng trong tất cả các trận đấu bảng: Vorskla Poltava –9, Qarabağ –11.

### Bảng F
| VT | Đội           | ST | T | H | B | BT | BB | HS  | Đ  | Giành quyền tham dự                 |     | BET | OLY | MIL | DUD |
| -- | ------------- | -- | - | - | - | -- | -- | --- | -- | ----------------------------------- | --- | --- | --- | --- | --- |
| 1  | Real Betis    | 6  | 3 | 3 | 0 | 7  | 2  | +5  | 12 | Đi tiếp vào vòng đấu loại trực tiếp |     | —   | 1–0 | 1–1 | 3–0 |
| 2  | Olympiacos    | 6  | 3 | 1 | 2 | 11 | 6  | +5  | 10 | Đi tiếp vào vòng đấu loại trực tiếp |     | 0–0 | —   | 3–1 | 5–1 |
| 3  | Milan         | 6  | 3 | 1 | 2 | 12 | 9  | +3  | 10 |                                     |     | 1–2 | 3–1 | —   | 5–2 |
| 4  | F91 Dudelange | 6  | 0 | 1 | 5 | 3  | 16 | −13 | 1  |                                     | 0–0 | 0–2 | 0–1 | —   |     |

1. 1 2  Hiệu số bàn thắng trong tất cả các trận đấu bảng: Olympiacos +5, Milan +3.

### Bảng G
| VT | Đội            | ST | T | H | B | BT | BB | HS | Đ  | Giành quyền tham dự                 |     | VIL | RW  | RAN | SPM |
| -- | -------------- | -- | - | - | - | -- | -- | -- | -- | ----------------------------------- | --- | --- | --- | --- | --- |
| 1  | Villarreal     | 6  | 2 | 4 | 0 | 12 | 5  | +7 | 10 | Đi tiếp vào vòng đấu loại trực tiếp |     | —   | 5–0 | 2–2 | 2–0 |
| 2  | Rapid Wien     | 6  | 3 | 1 | 2 | 6  | 9  | −3 | 10 | Đi tiếp vào vòng đấu loại trực tiếp |     | 0–0 | —   | 1–0 | 2–0 |
| 3  | Rangers        | 6  | 1 | 3 | 2 | 8  | 8  | 0  | 6  |                                     |     | 0–0 | 3–1 | —   | 0–0 |
| 4  | Spartak Moscow | 6  | 1 | 2 | 3 | 8  | 12 | −4 | 5  |                                     | 3–3 | 1–2 | 4–3 | —   |     |

1. 1 2  Điểm đối đầu: Villarreal 4, Rapid Wien 1.

### Bảng H
| VT | Đội                 | ST | T | H | B | BT | BB | HS  | Đ  | Giành quyền tham dự                 |     | FRA | LAZ | APL | MAR |
| -- | ------------------- | -- | - | - | - | -- | -- | --- | -- | ----------------------------------- | --- | --- | --- | --- | --- |
| 1  | Eintracht Frankfurt | 6  | 6 | 0 | 0 | 17 | 5  | +12 | 18 | Đi tiếp vào vòng đấu loại trực tiếp |     | —   | 4–1 | 2–0 | 4–0 |
| 2  | Lazio               | 6  | 3 | 0 | 3 | 9  | 11 | −2  | 9  | Đi tiếp vào vòng đấu loại trực tiếp |     | 1–2 | —   | 2–1 | 2–1 |
| 3  | Apollon Limassol    | 6  | 2 | 1 | 3 | 10 | 10 | 0   | 7  |                                     |     | 2–3 | 2–0 | —   | 2–2 |
| 4  | Marseille           | 6  | 0 | 1 | 5 | 6  | 16 | −10 | 1  |                                     | 1–2 | 1–3 | 1–3 | —   |     |

### Bảng I
| VT | Đội          | ST | T | H | B | BT | BB | HS | Đ  | Giành quyền tham dự                 |     | GNK | MAL | BES | SRP |
| -- | ------------ | -- | - | - | - | -- | -- | -- | -- | ----------------------------------- | --- | --- | --- | --- | --- |
| 1  | Genk         | 6  | 3 | 2 | 1 | 14 | 8  | +6 | 11 | Đi tiếp vào vòng đấu loại trực tiếp |     | —   | 2–0 | 1–1 | 4–0 |
| 2  | Malmö FF     | 6  | 2 | 3 | 1 | 7  | 6  | +1 | 9  | Đi tiếp vào vòng đấu loại trực tiếp |     | 2–2 | —   | 2–0 | 1–1 |
| 3  | Beşiktaş     | 6  | 2 | 1 | 3 | 9  | 11 | −2 | 7  |                                     |     | 2–4 | 0–1 | —   | 3–1 |
| 4  | Sarpsborg 08 | 6  | 1 | 2 | 3 | 8  | 13 | −5 | 5  |                                     | 3–1 | 1–1 | 2–3 | —   |     |

### Bảng J
| VT | Đội            | ST | T | H | B | BT | BB | HS  | Đ  | Giành quyền tham dự                 |     | SEV | KRA | STL | AKH |
| -- | -------------- | -- | - | - | - | -- | -- | --- | -- | ----------------------------------- | --- | --- | --- | --- | --- |
| 1  | Sevilla        | 6  | 4 | 0 | 2 | 18 | 6  | +12 | 12 | Đi tiếp vào vòng đấu loại trực tiếp |     | —   | 3–0 | 5–1 | 6–0 |
| 2  | Krasnodar      | 6  | 4 | 0 | 2 | 8  | 8  | 0   | 12 | Đi tiếp vào vòng đấu loại trực tiếp |     | 2–1 | —   | 2–1 | 2–1 |
| 3  | Standard Liège | 6  | 3 | 1 | 2 | 7  | 9  | −2  | 10 |                                     |     | 1–0 | 2–1 | —   | 2–1 |
| 4  | Akhisarspor    | 6  | 0 | 1 | 5 | 4  | 14 | −10 | 1  |                                     | 2–3 | 0–1 | 0–0 | —   |     |

1. 1 2  Hiệu số bàn thắng đối đầu: Sevilla +2, Krasnodar –2.

### Bảng K
| VT | Đội         | ST | T | H | B | BT | BB | HS | Đ  | Giành quyền tham dự                 |     | DKV | REN | AST | JAB |
| -- | ----------- | -- | - | - | - | -- | -- | -- | -- | ----------------------------------- | --- | --- | --- | --- | --- |
| 1  | Dynamo Kyiv | 6  | 3 | 2 | 1 | 10 | 7  | +3 | 11 | Đi tiếp vào vòng đấu loại trực tiếp |     | —   | 3–1 | 2–2 | 0–1 |
| 2  | Rennes      | 6  | 3 | 0 | 3 | 7  | 8  | −1 | 9  | Đi tiếp vào vòng đấu loại trực tiếp |     | 1–2 | —   | 2–0 | 2–1 |
| 3  | Astana      | 6  | 2 | 2 | 2 | 7  | 7  | 0  | 8  |                                     |     | 0–1 | 2–0 | —   | 2–1 |
| 4  | Jablonec    | 6  | 1 | 2 | 3 | 6  | 8  | −2 | 5  |                                     | 2–2 | 0–1 | 1–1 | —   |     |

### Bảng L
| VT | Đội          | ST | T | H | B | BT | BB | HS | Đ  | Giành quyền tham dự                 |     | CHL | BATE | VID | PAOK |
| -- | ------------ | -- | - | - | - | -- | -- | -- | -- | ----------------------------------- | --- | --- | ---- | --- | ---- |
| 1  | Chelsea      | 6  | 5 | 1 | 0 | 12 | 3  | +9 | 16 | Đi tiếp vào vòng đấu loại trực tiếp |     | —   | 3–1  | 1–0 | 4–0  |
| 2  | BATE Borisov | 6  | 3 | 0 | 3 | 9  | 9  | 0  | 9  | Đi tiếp vào vòng đấu loại trực tiếp |     | 0–1 | —    | 2–0 | 1–4  |
| 3  | MOL Vidi     | 6  | 2 | 1 | 3 | 5  | 7  | −2 | 7  |                                     |     | 2–2 | 0–2  | —   | 1–0  |
| 4  | PAOK         | 6  | 1 | 0 | 5 | 5  | 12 | −7 | 3  |                                     | 0–1 | 1–3 | 0–2  | —   |      |

## Vòng đấu loại trực tiếp
Ở vòng đấu loại trực tiếp, các đội đối đầu với nhau theo thể thức hai lượt trên sân nhà và sân khách, ngoại trừ trận chung kết đấu một trận. Cơ chế bốc thăm cho mỗi vòng như sau:
- Tại lễ bốc thăm thăm vòng 32 đội, 12 đội nhất bảng và 4 đội đứng ba ở vòng bảng Champions League có thành tích vòng bảng tốt hơn được xếp vào nhóm hạt giống, và 12 đội nhì bảng và 4 đội đứng ba còn lại ở vòng bảng Champions League được xếp vào nhóm không hạt giống. Các đội hạt giống được xếp cặp đối đầu với các đội không hạt giống, với các đội hạt giống làm đội chủ nhà cho trận lượt về. Các đội cùng bảng hoặc cùng hiệp hội không được xếp cặp đối đầu với nhau.
- Từ lễ bốc thăm vòng 16 đội trở đi, không có đội hạt giống, và các đội cùng bảng hoặc cùng hiệp hội có thể được xếp cặp đối đầu với nhau. Vì lễ bốc thăm vòng tứ kết và vòng bán kết được tổ chức cùng nhau trước khi vòng tứ kết được diễn ra, danh tính của đội thắng vòng tứ kết không được biết tại thời điểm bốc thăm vòng bán kết. Một lượt bốc thăm cũng được diễn ra để xác định đội "chủ nhà" cho trận chung kết (vì mục đích hành chính khi nó được tổ chức trên sân trung lập).

### Nhánh đấu
| Vòng 32 đội            | Vòng 32 đội | Vòng 32 đội | Vòng 32 đội |  |                        | Vòng 16 đội            | Vòng 16 đội | Vòng 16 đội | Vòng 16 đội |  |  | Tứ kết                  | Tứ kết | Tứ kết | Tứ kết |  |  | Bán kết                       | Bán kết                       | Bán kết                       | Bán kết                       |  |  |
|                        |             |             |             |  |                        |                        |             |             |             |  |  |                         |        |        |        |  |  |                               |                               |                               |                               |  |  |
| Viktoria Plzeň         | 2           | 0           | 2           |  |                        |                        |             |             |             |  |  |                         |        |        |        |  |  |                               |                               |                               |                               |  |  |
| Dinamo Zagreb          | 1           | 3           | 4           |  |                        | Dinamo Zagreb          | 1           | 0           | 1           |  |  |                         |        |        |        |  |  |                               |                               |                               |                               |  |  |
| Galatasaray            | 1           | 0           | 1           |  | Benfica (s.h.p.)       | 0                      | 3           | 3           |             |  |  |                         |        |        |        |  |  |                               |                               |                               |                               |  |  |
| Benfica                | 2           | 0           | 2           |  |                        |                        |             |             |             |  |  | Benfica                 | 4      | 0      | 4      |  |  |                               |                               |                               |                               |  |  |
| Shakhtar Donetsk       | 2           | 1           | 3           |  |                        |                        |             |             |             |  |  | Eintracht Frankfurt (a) | 2      | 2      | 4      |  |  |                               |                               |                               |                               |  |  |
| Eintracht Frankfurt    | 2           | 4           | 6           |  |                        | Eintracht Frankfurt    | 0           | 1           | 1           |  |  |                         |        |        |        |  |  |                               |                               |                               |                               |  |  |
| Rapid Wien             | 0           | 0           | 0           |  | Inter Milan            | 0                      | 0           | 0           |             |  |  |                         |        |        |        |  |  |                               |                               |                               |                               |  |  |
| Inter Milan            | 1           | 4           | 5           |  |                        |                        |             |             |             |  |  |                         |        |        |        |  |  | Eintracht Frankfurt           | 1                             | 1                             | 2 (3)                         |  |  |
| Lazio                  | 0           | 0           | 0           |  |                        |                        |             |             |             |  |  |                         |        |        |        |  |  | Chelsea (p)                   | 1                             | 1                             | 2 (4)                         |  |  |
| Sevilla                | 1           | 2           | 3           |  |                        | Sevilla                | 2           | 3           | 5           |  |  |                         |        |        |        |  |  |                               |                               |                               |                               |  |  |
| Slavia Prague          | 0           | 4           | 4           |  | Slavia Prague (s.h.p.) | 2                      | 4           | 6           |             |  |  |                         |        |        |        |  |  |                               |                               |                               |                               |  |  |
| Genk                   | 0           | 1           | 1           |  |                        |                        |             |             |             |  |  | Slavia Prague           | 0      | 3      | 3      |  |  |                               |                               |                               |                               |  |  |
| Malmö FF               | 1           | 0           | 1           |  |                        |                        |             |             |             |  |  | Chelsea                 | 1      | 4      | 5      |  |  | Chung kết (29 tháng 5 – Baku) | Chung kết (29 tháng 5 – Baku) | Chung kết (29 tháng 5 – Baku) | Chung kết (29 tháng 5 – Baku) |  |  |
| Chelsea                | 2           | 3           | 5           |  |                        | Chelsea                | 3           | 5           | 8           |  |  |                         |        |        |        |  |  | Chung kết (29 tháng 5 – Baku) | Chung kết (29 tháng 5 – Baku) | Chung kết (29 tháng 5 – Baku) | Chung kết (29 tháng 5 – Baku) |  |  |
| Olympiacos             | 2           | 0           | 2           |  | Dynamo Kyiv            | 0                      | 0           | 0           |             |  |  |                         |        |        |        |  |  |                               |                               |                               |                               |  |  |
| Dynamo Kyiv            | 2           | 1           | 3           |  |                        |                        |             |             |             |  |  |                         |        |        |        |  |  | Chelsea                       | Chelsea                       | Chelsea                       | 4                             |  |  |
| Rennes                 | 3           | 3           | 6           |  |                        |                        |             |             |             |  |  |                         |        |        |        |  |  | Arsenal                       | Arsenal                       | Arsenal                       | 1                             |  |  |
| Real Betis             | 3           | 1           | 4           |  |                        | Rennes                 | 3           | 0           | 3           |  |  |                         |        |        |        |  |  |                               |                               |                               |                               |  |  |
| BATE Borisov           | 1           | 0           | 1           |  | Arsenal                | 1                      | 3           | 4           |             |  |  |                         |        |        |        |  |  |                               |                               |                               |                               |  |  |
| Arsenal                | 0           | 3           | 3           |  |                        |                        |             |             |             |  |  | Arsenal                 | 2      | 1      | 3      |  |  |                               |                               |                               |                               |  |  |
| Zürich                 | 1           | 0           | 1           |  |                        |                        |             |             |             |  |  | Napoli                  | 0      | 0      | 0      |  |  |                               |                               |                               |                               |  |  |
| Napoli                 | 3           | 2           | 5           |  |                        | Napoli                 | 3           | 1           | 4           |  |  |                         |        |        |        |  |  |                               |                               |                               |                               |  |  |
| Club Brugge            | 2           | 0           | 2           |  | Red Bull Salzburg      | 0                      | 3           | 3           |             |  |  |                         |        |        |        |  |  |                               |                               |                               |                               |  |  |
| Red Bull Salzburg      | 1           | 4           | 5           |  |                        |                        |             |             |             |  |  |                         |        |        |        |  |  | Arsenal                       | 3                             | 4                             | 7                             |  |  |
| Fenerbahçe             | 1           | 1           | 2           |  |                        |                        |             |             |             |  |  |                         |        |        |        |  |  | Valencia                      | 1                             | 2                             | 3                             |  |  |
| Zenit Saint Petersburg | 0           | 3           | 3           |  |                        | Zenit Saint Petersburg | 1           | 1           | 2           |  |  |                         |        |        |        |  |  |                               |                               |                               |                               |  |  |
| Sporting CP            | 0           | 1           | 1           |  | Villarreal             | 3                      | 2           | 5           |             |  |  |                         |        |        |        |  |  |                               |                               |                               |                               |  |  |
| Villarreal             | 1           | 1           | 2           |  |                        |                        |             |             |             |  |  | Villarreal              | 1      | 0      | 1      |  |  |                               |                               |                               |                               |  |  |
| Celtic                 | 0           | 0           | 0           |  |                        |                        |             |             |             |  |  | Valencia                | 3      | 2      | 5      |  |  |                               |                               |                               |                               |  |  |
| Valencia               | 2           | 1           | 3           |  |                        | Valencia               | 2           | 1           | 3           |  |  |                         |        |        |        |  |  |                               |                               |                               |                               |  |  |
| Krasnodar (a)          | 0           | 1           | 1           |  | Krasnodar              | 1                      | 1           | 2           |             |  |  |                         |        |        |        |  |  |                               |                               |                               |                               |  |  |
| Bayer Leverkusen       | 0           | 1           | 1           |  |                        |                        |             |             |             |  |  |                         |        |        |        |  |  |                               |                               |                               |                               |  |  |

### Vòng 32 đội
Lễ bốc thăm vòng 16 đội được tổ chức vào ngày 17 tháng 12 năm 2018. Lượt đi được diễn ra vào ngày 14 tháng 2, và lượt về được diễn ra vào ngày 21 tháng 2 năm 2019.
| Đội 1            | TTS     | Đội 2                  | Lượt đi | Lượt về |
| ---------------- | ------- | ---------------------- | ------- | ------- |
| Viktoria Plzeň   | 2–4     | Dinamo Zagreb          | 2–1     | 0–3     |
| Club Brugge      | 2–5     | Red Bull Salzburg      | 2–1     | 0–4     |
| Rapid Wien       | 0–5     | Inter Milan            | 0–1     | 0–4     |
| Slavia Prague    | 4–1     | Genk                   | 0–0     | 4–1     |
| Krasnodar        | 1–1 (a) | Bayer Leverkusen       | 0–0     | 1–1     |
| Zürich           | 1–5     | Napoli                 | 1–3     | 0–2     |
| Malmö FF         | 1–5     | Chelsea                | 1–2     | 0–3     |
| Shakhtar Donetsk | 3–6     | Eintracht Frankfurt    | 2–2     | 1–4     |
| Celtic           | 0–3     | Valencia               | 0–2     | 0–1     |
| Rennes           | 6–4     | Real Betis             | 3–3     | 3–1     |
| Olympiacos       | 2–3     | Dynamo Kyiv            | 2–2     | 0–1     |
| Lazio            | 0–3     | Sevilla                | 0–1     | 0–2     |
| Fenerbahçe       | 2–3     | Zenit Saint Petersburg | 1–0     | 1–3     |
| Sporting CP      | 1–2     | Villarreal             | 0–1     | 1–1     |
| BATE Borisov     | 1–3     | Arsenal                | 1–0     | 0–3     |
| Galatasaray      | 1–2     | Benfica                | 1–2     | 0–0     |

### Vòng 16 đội
Lễ bốc thăm vòng 16 đội được tổ chức vào ngày 22 tháng 2 năm 2019. Lượt đi được diễn ra vào ngày 7 tháng 3, và lượt về được diễn ra vào ngày 14 tháng 3 năm 2019.
| Đội 1                  | TTS | Đội 2             | Lượt đi | Lượt về      |
| ---------------------- | --- | ----------------- | ------- | ------------ |
| Chelsea                | 8–0 | Dynamo Kyiv       | 3–0     | 5–0          |
| Eintracht Frankfurt    | 1–0 | Inter Milan       | 0–0     | 1–0          |
| Dinamo Zagreb          | 1–3 | Benfica           | 1–0     | 0–3 (s.h.p.) |
| Napoli                 | 4–3 | Red Bull Salzburg | 3–0     | 1–3          |
| Valencia               | 3–2 | Krasnodar         | 2–1     | 1–1          |
| Sevilla                | 5–6 | Slavia Prague     | 2–2     | 3–4 (s.h.p.) |
| Rennes                 | 3–4 | Arsenal           | 3–1     | 0–3          |
| Zenit Saint Petersburg | 2–5 | Villarreal        | 1–3     | 1–2          |

Ghi chú
1. ↑  Thứ tự thi đấu được đảo ngược sau lễ bốc thăm chính thức, nhằm để tránh mâu thuẫn lịch thi đấu với trận đấu giữa Chelsea và Dynamo Kyiv ở cùng thành phố.

### Tứ kết
Lễ bốc thăm vòng tứ kết được tổ chức vào ngày 15 tháng 3 năm 2019. Lượt đi được diễn ra vào ngày 11 tháng 4, và lượt về được diễn ra vào ngày 18 tháng 4 năm 2019.
| Đội 1         | TTS     | Đội 2               | Lượt đi | Lượt về |
| ------------- | ------- | ------------------- | ------- | ------- |
| Arsenal       | 3–0     | Napoli              | 2–0     | 1–0     |
| Villarreal    | 1–5     | Valencia            | 1–3     | 0–2     |
| Benfica       | 4–4 (a) | Eintracht Frankfurt | 4–2     | 0–2     |
| Slavia Prague | 3–5     | Chelsea             | 0–1     | 3–4     |

Ghi chú
1. ↑  Thứ tự thi đấu được đảo ngược sau lễ bốc thăm chính thức, nhằm để tránh mâu thuẫn lịch thi đấu với trận đấu giữa Chelsea và Slavia Prague ở cùng thành phố.

### Bán kết
Lễ bốc thăm vòng tứ kết được tổ chức vào ngày 15 tháng 3 năm 2019 (sau khi bốc thăm vòng tứ kết). Lượt đi được diễn ra vào ngày 2 tháng 5, và lượt về được diễn ra vào ngày 9 tháng 5 năm 2019.
| Đội 1               | TTS         | Đội 2    | Lượt đi | Lượt về      |
| ------------------- | ----------- | -------- | ------- | ------------ |
| Arsenal             | 7–3         | Valencia | 3–1     | 4–2          |
| Eintracht Frankfurt | 2–2 (3–4 p) | Chelsea  | 1–1     | 1–1 (s.h.p.) |

### Chung kết
Trận chung kết được diễn ra vào ngày 29 tháng 5 năm 2019 tại sân vận động Olympic ở Baku. Đội "chủ nhà" (vì mục đích hành chính) được xác định bằng một lượt bốc thăm bổ sung diễn ra sau khi bốc thăm vòng bán kết.
| Chelsea                                            | 4–1 | Arsenal     |
| -------------------------------------------------- | --- | ----------- |
| - Giroud 49' - Pedro 60' - Hazard 65' (ph.đ.), 72' |     | - Iwobi 69' |

## Thống kê
Thống kê ở vòng loại và vòng play-off không được tính đến.

### Các cầu thủ ghi bàn hàng đầu
| XH | Cầu thủ                   | Đội                 | Số bàn thắng | Số phút đã chơi |
| -- | ------------------------- | ------------------- | ------------ | --------------- |
| 1  | Olivier Giroud            | Chelsea             | 11           | 1124            |
| 2  | Luka Jović                | Eintracht Frankfurt | 10           | 953             |
| 3  | Wissam Ben Yedder         | Sevilla             | 8            | 621             |
| 3  | Moanes Dabour             | Red Bull Salzburg   | 8            | 856             |
| 3  | Pierre-Emerick Aubameyang | Arsenal             | 8            | 934             |
| 6  | Fredrik Gulbrandsen       | Red Bull Salzburg   | 5            | 429             |
| 6  | Giovani Lo Celso          | Real Betis          | 5            | 563             |
| 6  | Alexandre Lacazette       | Arsenal             | 5            | 651             |
| 6  | Sébastien Haller          | Eintracht Frankfurt | 5            | 770             |
| 6  | Pedro                     | Chelsea             | 5            | 944             |

Nguồn:

### Các cầu thủ kiến tạo hàng đầu
| XH | Cầu thủ          | Đội                 | Kiến tạo | Số phút đã chơi |
| -- | ---------------- | ------------------- | -------- | --------------- |
| 1  | Ihar Stasevich   | BATE Borisov        | 7        | 704             |
| 1  | Willian          | Chelsea             | 7        | 899             |
| 3  | Mijat Gaćinović  | Eintracht Frankfurt | 6        | 1126            |
| 4  | Andreas Ulmer    | Red Bull Salzburg   | 5        | 900             |
| 4  | Olivier Giroud   | Chelsea             | 5        | 1124            |
| 6  | Viktor Tsyhankov | Dynamo Kyiv         | 4        | 804             |
| 6  | Pedro            | Chelsea             | 4        | 944             |
| 8  | 24 cầu thủ       | 24 cầu thủ          | 3        | —               |

Nguồn:

### Đội hình xuất sắc nhất mùa giải
Nhóm nghiên cứu chiến thuật của UEFA lựa chọn 18 cầu thủ vào danh sách đội hình xuất sắc nhất giải đấu.
| VT | Cầu thủ                   | Đội                 |
| -- | ------------------------- | ------------------- |
| GK | Kevin Trapp               | Eintracht Frankfurt |
| GK | Kepa Arrizabalaga         | Chelsea             |
| DF | Álex Grimaldo             | Benfica             |
| DF | Sead Kolašinac            | Arsenal             |
| DF | Laurent Koscielny         | Arsenal             |
| DF | David Luiz                | Chelsea             |
| DF | César Azpilicueta         | Chelsea             |
| DF | Danny da Costa            | Eintracht Frankfurt |
| MF | Makoto Hasebe             | Eintracht Frankfurt |
| MF | Filip Kostić              | Eintracht Frankfurt |
| MF | Jorginho                  | Chelsea             |
| MF | N'Golo Kanté              | Chelsea             |
| FW | Pierre-Emerick Aubameyang | Arsenal             |
| FW | Olivier Giroud            | Chelsea             |
| FW | Luka Jović                | Eintracht Frankfurt |
| FW | João Félix                | Benfica             |
| FW | Pedro                     | Chelsea             |
| FW | Eden Hazard               | Chelsea             |

### Cầu thủ xuất sắc nhất mùa giải
| XH                       | Cầu thủ                   | Đội                     | Điểm                    |
| Danh sách rút gọn top 3  | Danh sách rút gọn top 3   | Danh sách rút gọn top 3 | Danh sách rút gọn top 3 |
| ------------------------ | ------------------------- | ----------------------- | ----------------------- |
| 1                        | Eden Hazard               | Chelsea                 | 340                     |
| 2                        | Olivier Giroud            | Chelsea                 | 119                     |
| 3                        | Luka Jović                | Eintracht Frankfurt     | 94                      |
| Cầu thủ xếp hạng từ 4–10 |                           |                         |                         |
| 4                        | Pierre-Emerick Aubameyang | Arsenal                 | 65                      |
| 5                        | Alexandre Lacazette       | Arsenal                 | 19                      |
| 6                        | N'Golo Kanté              | Chelsea                 | 16                      |
| 7                        | João Félix                | Benfica                 | 12                      |
| 8                        | Willian                   | Chelsea                 | 11                      |
| 9                        | Sébastien Haller          | Eintracht Frankfurt     | 9                       |
| 9                        | Pedro                     | Chelsea                 | 9                       |